# تشارلز هيبرون جونستون
السير تشارلز هيبورن جونستون (11 مارس 1912 - 23 أبريل 1986) كان دبلوماسيًا بريطانيًا بارزًا ومترجمًا للشعر الروسي.

## حياته
ولد في لندن وهو ابن إرنست جونستون وإيما هيبورن ، في 11 مارس 1912. تلقى تعليمه في كلية وينشستر وكلية باليول في أكسفورد وانضم إلى الخدمة الدبلوماسية في عام 1936. عين سكرتير ثالث في طوكيو 1939-1941. سكرتير أول في القاهرة 1945-1948 ومدريد 1948-1955 رئيس قسم الصين وكوريا 1952-1954 ومستشار في بون 1954-1955.
أول تعيين كبير له كان سفيرا في الأردن 1956-1959. ثم أصبح حاكمًا وقائدًا عامًا لعدن والمفوض السامي لمحمية جنوب الجزيرة العربية 1959-1963.
وكان آخر منصب له في منصب المفوض السامي لأستراليا 1965-1971. بعد تقاعده أصبح مديرًا لشركة ونشر عدة مجلدات من النثر والشعر. كما قام بترجمة رواية ألكسندر بوشكين في بيت شعر يوجين أونيجين من الروسية مع الحفاظ على شكل مقطع Onegin غير العادي. نُشرت الترجمة عام 1977.

## مرتبة الشرف
ضمن وسام القديس ميخائيل والقديس جرجس، عُيِّن على التوالي قائداً (في 1 يونيو 1953) وقائد الفارس (في 1 يناير 1959). حصل على وسام القديس يوحنا المبجل في 16 نوفمبر 1960.

## عائلة

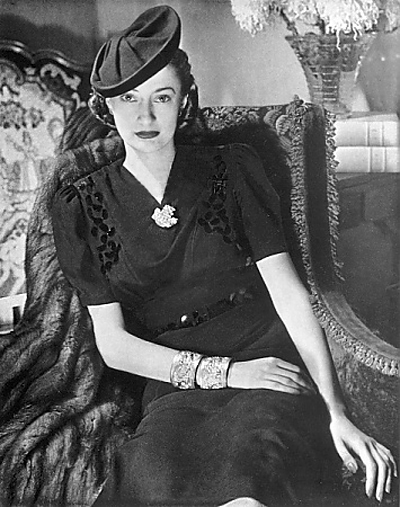
ناتاشا باجراتيون

في 22 أبريل 1944 تزوج من الأميرة ناتاشا باغراتيون وهي من سلالة باغراتوني الملكية الجورجية وحفيدة حفيدة القيصر نيكولاس الأول ملك روسيا. كانت والدتها أميرة روسيا تاتيانا كونستانتينوفنا.
توفي السير تشارلز جونستون في لندن في 23 أبريل 1986.

## وصلات خارجية
- يوجين Onegin في lib.ru ترجمة تشارلز جونستون الكاملة